# Nokia 6210
Il Nokia 6210 è un cellulare prodotto dal 2000 dalla casa finlandese Nokia.